# Alessandro Michaud de Beauretour
Alessandro Michaud, Conte de Beauretour (Nizza, 19 gennaio 1771 – Palermo, 22 luglio 1841), è stato un generale e nobile italiano. Fu aiutante di campo dello Zar di Russia.

## Biografia
Originario di Nizza, era figlio di Giovanni Francesco Michaud, ingegnere e Maria Antonietta Raynaud.

### Periodo rivoluzionario
Michaud iniziò la sua carriera militare nel 1792, mettendosi a capo di 300 volontari determinati come lui, a bloccare il passaggio di una colonna rivoluzionaria francese in marcia su Nizza. la resistenza che offrì loro nella valle del Magnan lo portò all'attenzione dei sanculotti che lo misero nelle liste degli aristocratici condannati. Dovette quindi lasciare Nizza e raggiungere la sua famiglia emigrata in Piemonte. Si arruolò nella Regia Armata Sarda e divenne ufficiale nel reggimento dei pionieri e fece campagna nelle Alpi fino all'armistizio di Cherasco.

### Al servizio dello Zar
Partì quindi per Napoli, Roma e poi Corfù. Lì riprese il servizio e, come ufficiale del genio, fu impiegato nelle fortificazioni. Poiché gli eventi avevano costretto il re di Napoli Ferdinando IV a chiedere aiuto all'Impero russo, una flotta russa venne presto ad occupare le isole Ionie per ristabilirvi l'ordine, scosso dall'anarchia. Il conte Mocenigo, ministro plenipotenziario dello zar Paolo I di Russia, gli offrì di prestare servizio in Russia e di seguirlo a Mosca. In brevissimo tempo divenne aiutante di campo dello zar, incarico raramente concesso agli stranieri.
Dopo la Pace di Tilsit nel 1807, seguì le truppe russe in Crimea, e prese parte alla campagna in Bessarabia, dove riceve la croce dell'Ordine di San Vladimiro, in combattimento contro gli ottomani a Ismail. Lì si distinse sul Danubio, che gli valse il grado di maggiore e la Croce di San Giorgio. Quindi fece prigionieri un corpo di 30 000 uomini. In questa occasione lo Zar gli inviò l'Ordine di Sant'Anna in brillanti e il grado di tenente colonnello.
Nel 1812, quando l'imperatore Napoleone marciò su Vilna, Michaud fu convocato a un consiglio di guerra dallo zar Alessandro I di Russia, per deliberare sul piano generale di difesa. Incoraggiò Alessandro a continuare a combattere sull'alta Beresina, per tagliare la linea di ritirata di Napoleone (novembre 1812).
Nel 1813 partecipò alla campagna di Germania, dove fu insignito della Croce di San Leopoldo d'Austria. Nell'ottobre dello stesso anno partecipò alla battaglia di Lipsia. Fu nominato aiutante di campo generale dello Zar e decorato con l'Ordine dell'Aquila rossa. Nel 1814 il generale Michaud prese parte all'assedio di Parigi.
Nel 1815, al Congresso di Parigi, utilizzò la sua influenza presso lo Zar per la restituzione del Ducato di Savoia e della Contea di Nizza al Re di Sardegna. Alessandro I lo incaricò, a nome dei sovrani alleati, di invitare il re Vittorio Emanuele I di Savoia a tornare nei suoi Stati. In segno di gratitudine, il Re di Sardegna concesse a Michaud il titolo di Conte di Beauretour (Beauretour non è un luogo ma l'unione delle parole francesi "beau retour", in italiano "bel ritorno", riferito al ritorno del sovrano nel suo regno).
Dopo il 1818 il generale Michaud svolse diverse missioni diplomatiche per lo zar, poi per suo fratello il granduca Nicola che, nel 1825, succedendogli al trono, confermò Michaud nel suo grado di aiutante di campo generale e lo decorò con il Gran Cordone di Sant'Anna. Nel 1826 ricevette il grado di tenente generale.
Malato, tornò a Torino. Nel 1841 si recò a Palermo, dove pensava che il clima fosse migliore per la sua salute, ma vi morì il 22 luglio dello stesso anno. Morì senza eredi.